# یاترمن
یاترمن (انگلیسی: Yatterman) فیلمی ژاپنی در ژانر اکشن و کمدی به کارگردانی تاکاشی میکه است که در سال ۲۰۰۹ منتشر شد. این فیلم بر اساس یک نمایش تلویزیونی انیمه به همین نام ساخته شده است. از بازیگران آن می‌توان به شو ساکورایی، کیوکو فوکادا، سادائو آبه، کاتسوهیسا ناماسه و کوئیچی یامادرا اشاره کرد. نمایش افتتاحیه این فیلم در زاپن در تاریخ ۷ مارس ۲۰۰۹ بود. این فیلم روی دی‌وی‌دی و دیسک بلوری در بریتانیا توسط یوریکا (Eureka) در ۱۲ مه ۲۰۱۲ منتشر شد؛ در حالی که دیسکوتک مدیا (Discotek Media) این فیلم را در آمریکای شمالی در سال ۲۰۱۳ منتشر کرد.